# Tenue du Paris Saint-Germain
La tenue du Paris Saint-Germain a, depuis la création du club en 1970, sensiblement évolué et connu un nombre significatif de changements. La couleur bleue s'est imposé sur le maillot domicile du club dès 1973, après que Daniel Hechter, couturier mais aussi président du club, eut dessiné un maillot bleu à bande rouge. Ce modèle s'imposera comme l'un des symboles forts du club parisien et portera le surnom de maillot Hechter.

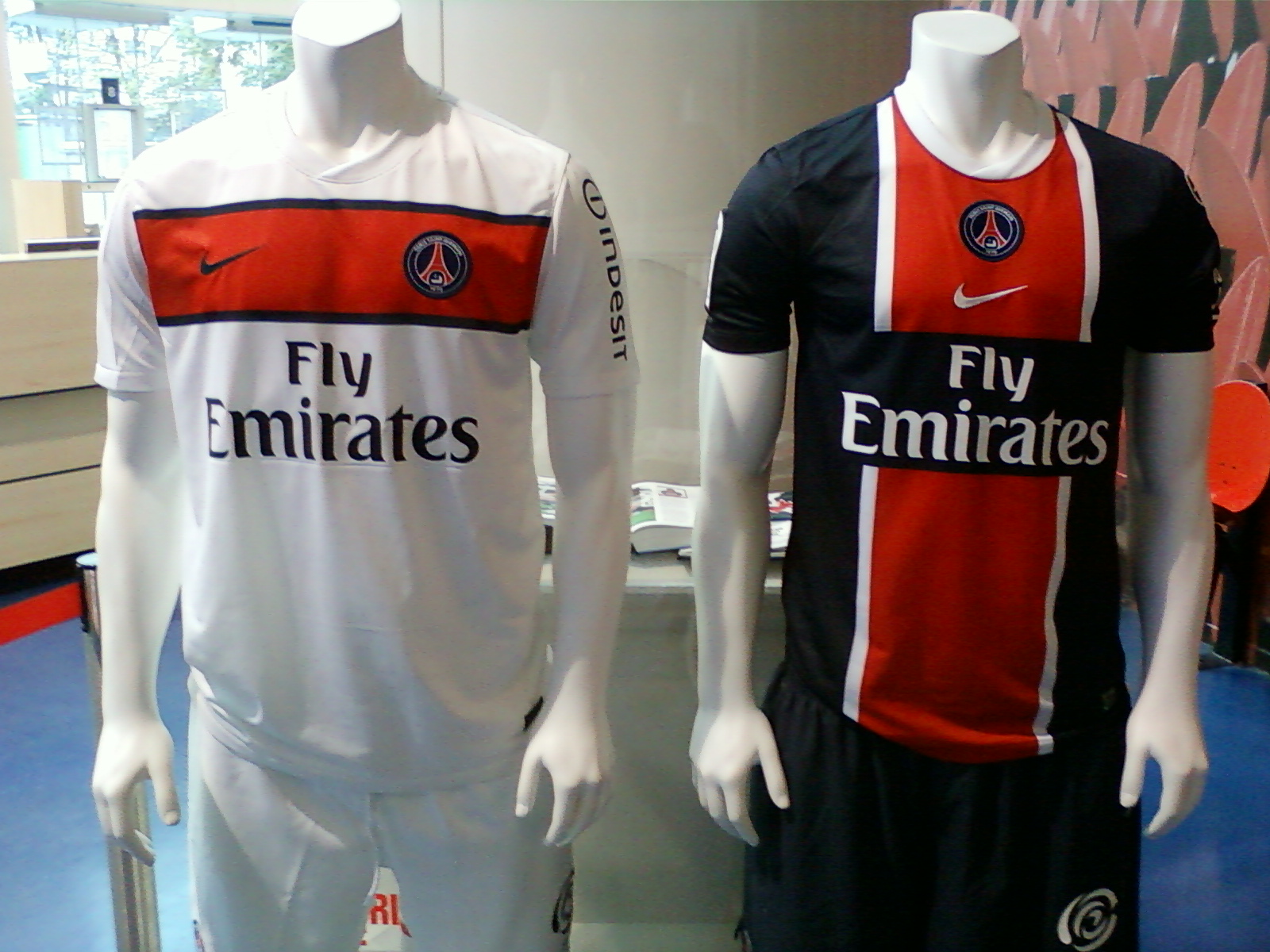
Le maillot de la saison 2011-2012.

## Chronologie

### 1970-1973: Naissance du Paris Saint-Germain
| Période     | Équipementier  | Sponsor maillot principal |
| ----------- | -------------- | ------------------------- |
| 1970 – 1972 | Le coq sportif | Aucun                     |
| 1972 – 1973 | Le coq sportif | Montréal                  |

Issu de la fusion entre les clubs du Stade Saint-Germain et du Paris Football Club, le Paris Saint-Germain est officiellement créé le 12 août 1970. A cette époque, le PSG évolue en deuxième division et porte un maillot à dominante rouge, relevés par quelques touches de bleu au niveau du col et des manches. Ces deux couleurs, historiquement associés aux couleurs de la ville de Paris, donneront plus tard le surnom de Rouge et Bleu au PSG. Cette tenue est associée à un short blanc, couleur de Saint-Germain-en-Laye.  
Comme second maillot, les joueurs du Paris Saint-Germain ont d'abord porté un maillot blanc, lors de la saison 1970-1971, avant d'opter pour un bleu roi la saison suivante, pour finalement revenir au blanc en 1972-1973. Dans les années 1970, la réglementation sur les tenues de football n'était pas aussi stricte qu'aujourd'hui et il existe plusieurs versions de ces premiers maillots. Certains comportent l'équipementier de l'époque, Le Coq Sportif, et d'autres seulement le premier logo du club. La législation de l'UEFA en vigueur concernant les équipements sportifs dispose que le logo d'un club ne doit pas dépasser 100cm2, ce qui n'était pas respecté à l'époque.

### 1973-1981: Naissance d'une véritable identité visuelle avec la bandeHechter
| Période     | Équipementier  | Sponsor maillot principal |
| ----------- | -------------- | ------------------------- |
| 1973 – 1974 | Le coq sportif | Canada Dry                |
| 1974 – 1975 | Le coq sportif | RTL                       |
| 1975 – 1976 | Kopa           | RTL                       |
| 1976 – 1977 | Le coq sportif | RTL                       |
| 1977 – 1978 | Pony           | RTL                       |
| 1977 – 1981 | Le coq sportif | RTL                       |

En 1973, Daniel Hechter, styliste français, devient président du Paris Saint-Germain et dessine lui-même le nouveau maillot du club de la capitale. Ce maillot s'imposera au fil des années comme un symbole incontournable du PSG. Principalement bleu, la nouvelle tenue comporte une large bande rouge verticale au niveau du torse, encadrée par deux liserés blancs. Ce design est souvent appelé BBRBB (bleu-blanc-rouge-blanc-bleu) ou, plus simplement, maillot Hechter. Le couturier affirme avoir trouvé l'inspiration en observant une Ford Mustang et sa large bande centrale sur le capot. D'autres pensent que l'idée du Hechter s'inspire du maillot de l'Ajax Amsterdam, à qui le design historique est aussi une imposante bande verticale rouge.   

« L’inspiration c’est comme la mode, ça vient tout d’un coup. On ne sait pas pourquoi. Dans la rue, j’ai vu une Ford Mustang avec sa bande centrale sur le capot qui se prolonge sur le toit et j’ai transposé ça. J’ai commencé à dessiner et j’ai trouvé cette bande centrale sur le maillot quand, à l’époque, les bandes étaient horizontales. Seul l’Ajax Amsterdam avait une bande centrale ; certains ont d’ailleurs cru que je m’en étais inspiré, ce qui n’étais pas le cas. (…) J’ai présenté mes croquis au comité du club, tout le monde a trouvé le maillot superbe. Deux ans plus tard, un magazine italien a estimé que la tenue du PSG était la plus belle d’Europe »

— Daniel Hechter à propos de la création de son maillot
Dès la saison 1973-1974, les Parisiens arboreront le maillot Hechter en tenue principale, le plus souvent accompagnée d'un short et d'une paire de chaussettes rouges. Le club n'oublie toutefois pas la couleur rouge et opte pour une version alternative du BBRBB comme tenue extérieure, avec un rouge dominant et une bande centrale bleue. Le PSG gardera ce maillot jusqu'à la saison 1975-1976. Pendant cette décennie, le Paris Saint-Germain portera aussi un maillot blanc, rehaussé par une bande rouge-blanc-bleu-blanc-rouge. Cet ensemble deviendra le maillot extérieur à partir de la saison 1976-1977. Enfin, à partir de la saison 1978-1979, le maillot blanc mutera vers une version qui entrera également dans l'histoire du club. La couleur dominante de ce maillot reste blanc, et comporte désormais une bande verticale rouge et bleu au niveau du cœur. Ce design sera repris par Nike en 2019, à l'occasion des 50 ans du club de la capitale.  
La saison 1973-1974 est également la première où les sponsors et les équipementiers seront pleinement visible sur les tenues du PSG. Ainsi, Le Coq sportif est l'équipementier des Rouge et Bleu de 1970 à 1975, avant de laisser sa place à Kopa pour la saison 1975-1976. L'équipementier français récupère un contrat avec le PSG la saison suivante, puis laisse une nouvelle fois sa place en 1977-1978 au profit de Pony. À partir de 1978, c'est encore une fois le Coq Sportif qui confectionnera les maillots du club de la capitale, et ce jusqu'en 1986. Côté sponsor, c'est Montréal qui prendre place sur le maillot des Rouge et Bleu en 1972, avant de laisser place à Canada Dry un an plus tard. L'engagement avec la marque de soda ne durera qu'une seule année avant que RTL ne sponsorise le club à partir de la saison 1974-1975.

### 1981-1987: Années Borelli et maillot blanc
| Période     | Équipementier  | Sponsor maillot principal |
| ----------- | -------------- | ------------------------- |
| 1981 – 1986 | Le coq sportif | RTL                       |
| 1986 – 1987 | Adidas         | RTL Canal+                |

En 1978, le Paris Saint-Germain et son président Daniel Hechter sont secoués par l'affaire de la double billetterie du Parc des Princes, qui aurait permis d’offrir un complément de revenus aux joueurs. Hechter est alors radié du monde du football à vie et contraint de quitter la présidence du club, même si le Conseil d'État annulera cette décision deux ans plus tard. Dès lors, c'est Francis Borelli, éditeur et publicitaire français, qui le remplace. Très vite, Borelli veut déposer sa marque dans l'histoire du club. Dès 1981, le maillot Hechter est relégué comme seconde tenue des Parisiens et c'est le maillot blanc à la bande rouge et bleu qui devient la tenue principale du club de la capitale. Cet ordre hiérarchique ne sera pas bousculé avant la saison 1987-1988. Chez les supporters, ce maillot est irrémédiablement associé à la saison 1985-1986, qui sera celle du premier titre de champion de France.  
Les deux jeux de maillots ne changeront pas jusqu'en 1987 et seule la saison 1986-1987 fait figure d'exception. Lors de cet exercice, le PSG introduit un troisième maillot rouge à col blanc, avec des touches de gris au niveau des manches. Ce maillot sera porté notamment en Coupe des Clubs Champions. À partir de cette saison, le club commence quelquefois à porter un patch faisant la promotion de la candidature de Paris aux Jeux Olympiques 1992. Côté équipementier, Le Coq Sportif cède sa place à Adidas à partir de 1986 et RTL partage le sponsoring du maillot avec la chaîne Canal+ dès 1987.   

### 1987-1994: Entre innovation et égarement
| Période     | Équipementier | Sponsor maillot principal                    |
| ----------- | ------------- | -------------------------------------------- |
| 1987 – 1988 | Adidas        | RTL Canal+                                   |
| 1988 – 1989 | Adidas        | RTL La Cinq                                  |
| 1989 – 1990 | Nike          | RTL TDK                                      |
| 1990 – 1991 | Nike          | RTL Alain Afflelou                           |
| 1991 – 1992 | Nike          | Commodore Müller                             |
| 1992 – 1993 | Nike          | Commodore Tourtel                            |
| 1993 – 1994 | Nike          | Commodore / Amiga (1993) Seat (1994) Tourtel |

Dès la saison 1987-1988, le maillot Hechter disparaît totalement de l'univers des maillots Parisiens. Le maillot blanc reste la tenue domicile mais Adidas décide de redessiner les deuxièmes et troisièmes jeux de maillots du club. Le maillot extérieur prend alors une teinte bleu roi, rehaussé par un fin liseré blanc sur tout le maillot qui lui donne un effet brillant. Il est appliqué exactement le même design sur le troisième maillot, avec une couleur rouge. En 1989, Nike devient l'équipementier du club de la capitale, et le sera toujours en 2020. Désireux de s'inscrire dans la lignée des tenues passées, la marque à la virgule réhabilite le maillot Hechter en tant que tenue extérieur lors de la saison 1990-1991. La tenue blanche des années 1980 disparaît au profit d'un maillot plus original. Toujours blanc, la tunique domicile comporte désormais une bande rouge et bleu en forme de Tour Eiffel partant de l’épaule gauche et allant jusqu'au bassin. Ce design est inspiré du logo de la candidature de Paris aux Jeux Olympiques 1992.  
C'est à partir de la saison 1992-1993 que Nike va réellement vouloir se démarquer de ses prédécesseurs. Exit le Hechter, la marque américaine dévoile deux jeux de maillots totalement inédit. Le maillot domicile reste blanc mais comporte désormais des motifs abstraits bleu au niveau des manches et des épaules ainsi qu'un col et des manches rouges. La tenue extérieur est identique, mais le blanc et bleu sont inversés. Lors de la saison 1993-1994, Nike revisite le Hechter et propose un domicile rouge avec plusieurs bandes et manches bleues, le maillot comporte le même dessin mais bleu avec bandes et manches blanches.  
L'arrivée de Nike au Paris Saint-Germain correspond avec un événement majeur dans le monde de la création sportive. C'est au début des années 1990 que les templates de maillots apparaissent. Cela signifie qu'un équipementier dessine une coupe et une forme particulière d'un maillot vierge et ce modèle sera porté par plusieurs clubs, avec des logos et un style différent. C'est ainsi que lors de la saison 1992-1993, le PSG et le Borussia Dortmund porte un maillot provenant du même template, les deux clubs étant alors équipés par Nike.   
RTL reste le sponsor principal du Paris Saint-Germain jusqu'en 1991, où la station de radio cède sa place à la société informatique Commodore. Les sponsors secondaires, eux, changent presque saison. La Cinq remplace Canal+ en 1988, avant d'être remplacé par TDK en 1989, Alain Afflelou en 1990, Müller en 1991 et enfin Tourtel en 1992. Lors de la saison 1993-1994, Commodore et Amiga se partage le sponsoring principal tandis que Seat et Tourtel figurent également sur le maillot des Parisiens.

### 1994-2001: Le retour du modèleHechter
| Période     | Équipementier | Sponsor maillot principal |
| ----------- | ------------- | ------------------------- |
| 1994 – 1995 | Nike          | Seat Tourtel Líptoníc     |
| 1995 – 2001 | Nike          | Opel                      |

Après plusieurs tentatives d'innovation, Nike décide de revenir au modèle Hechter, qui reste unique pour les supporters. La saison 1994-1995 signe donc le retour d'un maillot bleu roi avec une large bande rouge centrale. Le maillot extérieur suit également cette logique, et c'est un Hechter inversé qui voit le jour, où le bleu et blanc sont échangés. La tenue domicile ne changera plus jusqu'en 2001, seul le col subira quelques légères modifications. Lors de la saison 1999-2000, le maillot blanc deviendra la troisième tenue et sera remplacé par un maillot entièrement gris avec une large bande blanche horizontale au niveau du sponsor. Il disparaîtra la saison suivante pour ne laisser que les tuniques Hechter et grise. C'est la première fois depuis la création du club qu'un maillot n'est pas bleu, rouge ou blanc. Si les couleurs parisiennes évoluent très peu dans la seconde moitié des années 1990, Nike introduit tout de même un troisième maillot rouge à manche blanche, très similaire à celui d'Arsenal, lors des saisons 1996-1997 et 1997-1998. 
Le sponsoring tend également vers une certaine stabilité. Seat et Tourtel sont toujours présents sur les maillots du Paris Saint-Germain lors de la saison 1994-1995, mais c'est Liptonic qui est porté par les Rouge et Bleu en Ligue des Champions. En 1995, Opel devient le seul sponsor maillot du club. 

### 2001-2011: Révolution,Hechteret nouvelles déceptions
| Période     | Équipementier | Sponsor maillot principal |
| ----------- | ------------- | ------------------------- |
| 2001 – 2002 | Nike          | Opel                      |
| 2002 – 2006 | Nike          | Thomson                   |
| 2006 – 2011 | Nike          | Fly Emirates              |

En 2001, Nike décide de poursuivre ses idées d'innovation et abandonne définitivement le bleu roi au profit d'un bleu nuit, tirant presque sur le noir. Le modèle Hechter est aussi, une nouvelle fois, abandonné. La bande centrale rouge est considérablement réduite et déplacée au niveau du cœur. Ce modèle sera conservé pendant quatre saisons, au plus grand dam des supporters. Ces derniers iront même jusqu'à manifester devant la boutique des Champs-Élysées à l'été 2001. Le maillot extérieur reste gris lors de la saison 2001-2002, cependant la bande blanche horizontale disparaît au profit d'un motif plus foncé symbolisant les pieds de la Tour Eiffel. La saison 2002-2003 marque le retour du maillot blanc en tant que tenue extérieure, très populaire dans les années 1980. Enfin, Thomson remplace Opel en tant que sponsor maillot à partir de 2002.
À partir de là, Nike adopte une certaine logique dans la conception de ses maillots : le maillot extérieur d'une première année devient le troisième maillot de l'année suivante et un nouveau maillot extérieur est créé. Le maillot domicile lui ne subit que quelques légères modifications. Lors de la saison 2003-2004, le maillot historique blanc devient donc le troisième maillot, alors remplacé par un maillot couleur crème avec des manches rouges. À l'occasion de l'exercice 2004-2005, Nike décide de réhabiliter le maillot rouge comme tenue extérieure. Elle adopte le même design que le maillot home, à la seule différence que la fine bande au niveau du cœur est bleu. La tenue crème devient alors la troisième tenue. Pendant cette saison, les Parisiens porteront également un maillot entièrement blanc contre le RC Lens à l'occasion de l'opération "Speak Up Stand Up", campagne contre le racisme lancée par le footballeur français champion du monde Thierry Henry.
Nike décide d'écouter la grogne des supporters et d'accéder à leur demande en 2005, et le maillot domicile se réapproprie les codes du Hechter traditionnel, à la plus grande joie de ces derniers qui déploieront un tifo lors de PSG-Metz lors du premier match de la saison avec une banderole "un seul maillot mythique, cette fois on le garde". Le maillot extérieur est alors un maillot blanc comportant de fins liserés verticaux rouge et bleu. Le maillot rouge devient la troisième tenue du club. C'est la deuxième fois de cette décennie que Nike réédite un ancien maillot du Paris Saint-Germain, après le maillot blanc des années 1980. Lors de la saison 2006-2007, la bande rouge du Hechter domicile est considérablement rétrécie pour adopter une forme plus moderne, la tenue extérieure surprend une nouvelle fois : Nike dévoile un maillot chocolat avec des imprimés de fleurs de lys, de Tour Eiffel et de logo du club aux couleurs d'or. Ce maillot sera un véritable carton chez les fans du club. C'est également en 2006 que Fly Emirates remplace Thomson comme sponsor maillot. La marque à la virgule reviendra aux fondamentaux la saison suivante en proposant un Hechter traditionnel ainsi qu'un Hechter inversé. Lors de la saison 2008-2009, le Hechter inversé devient donc le troisième maillot et la tenue grise du début des années 2000 est réhabilité comme maillot extérieur. 
La stratégie de Nike concernant les maillots extérieurs et third d'une année sur l'autre sont abandonnés à partir de la saison 2009-2010 et la marque à la virgule décide de créer des maillots uniques chaque saison. 2009 marque une nouvelle rupture avec les codes traditionnels du club et Nike confectionne un maillot intégralement bleu nuit avec de fins liserés   rouges. C'est la première fois depuis 1970 que le club abandonne la bande rouge. Le maillot extérieur est blanc, rehaussé par des pois bleus et rouges. Enfin, à l'occasion des quarante ans du club, Nike décide de réhabiliter une nouvelle fois le Hechter lors de la saison 2010-2011 avec bande blanche légèrement déstructurée. Il sera porté en tant que maillot extérieur, la tenue principale étant un maillot entièrement en hommage au premier maillot de l'histoire du club.

### Depuis 2011: Ère qatari et diversification des maillots
| Période     | Équipementier | Sponsor maillot principal  |
| ----------- | ------------- | -------------------------- |
| 2011 – 2018 | Nike          | Fly Emirates               |
| 2018 – 2019 | Nike Jordan   | Fly Emirates               |
| 2019 – 2022 | Nike Jordan   | ALL (Accor Live Limitless) |
| 2022 –      | Nike Jordan   | Qatar Airways              |

A l'été 2011, le fonds souverain Qatar Investment Authority rachète le club parisien à Colony Capital. Et l'arrivée des qataris sera synonyme de nouvelles expérimentations sur le maillot parisien. Pourtant la saison 2011-2012 amène avec elle deux maillots respectueux des couleurs du club. Le maillot domicile est un maillot Hechter avec une bande rouge plus large qu'à l'accoutumée tandis que le maillot extérieur est blanc avec une bande rouge horizontale au niveau du logo. Le club jouera également la Ligue Europa avec un maillot rouge avec des losanges bordeaux. Lors de la saison 2012-2013, le club abandonne de nouveau le Hechter au profit d'un maillot bleu nuit avec deux liserés blanc et rouge au centre de la tenue. Le maillot extérieur est une tenue rouge avec de larges bandes bordeaux verticales tandis que le maillot third est le même que le maillot extérieur de la saison précédente. 
La saison 2013-2014 sera synonyme d'innovation pour le Paris Saint-Germain. Le maillot home présente une large bande centrale blanche au-dessus et rouge en dessous. Le maillot extérieur reprend le même design, inversant cependant le bleu et le blanc. Ces deux nouveaux jeux de maillots seront de nouveau conspués par les supporters. Lors de la saison suivante, Nike tentera de coller un peu plus avec le design traditionnel et propose un maillot domicile avec deux fines bandes centrales et collées blanche et rouge. Le maillot extérieur est blanc avec des liserés noirs tandis que le maillot third est intégralement rouge. 
La saison 2015-2016 marque un tournant dans l'histoire des maillots parisiens. Pour la première fois, Nike propose un maillot entièrement noir en tant que tenue third, un design qui sera repris, et plébiscité, les années suivantes. Le maillot domicile comporte une bande rouge, fidèle par rapport à l’originale, encadrée par deux liserées blancs. Le maillot extérieur est blanc avec des manches et un col rouge. À partir de cette saison, Nike tentera de rester fidèle au Hechter, tout en modernisant ses designs. Lors de la saison 2016-2017, la bande centrale est remplacée par 14 fines rayures rouges bordées de chaque côté par deux fines rayures blanches, le tout faisant 16 bandes pour évoquer le 16e, arrondissement où se situe le Parc des Princes. Pour le maillot extérieur le rouge est de retour cette saison, reprenant les toutes premières couleurs du PSG utilisé de 1970 à 1973 afin de fêter le 40e anniversaire de la création du club. Cette année-là Nike décline sa template chez tous ses Clubs phares ainsi que chez une grande partie de ses équipes nationales. Le maillot du PSG est donc à l'image de celui de l'Équipe de France lors de l'Euro 2016 mais en rouge, Uni colore avec les épaules et les manches plus foncés. Le troisième maillot quant à lui sera tout blanc et accompagné de fines bandes noires sur les flancs et le dos du col, mais la grande nouveauté de la saison se situe sur le blason du club qui changera de couleur en fonction de la lumière ou de l’inclinaison. Un principe qui sera une grande première mondiale. La saison suivante, la marque à la virgule dévoile un domicile bleu avec manches et épaules bordeaux, tout en conservant une fine bande rouge sur le torse. Nike surprend également en dévoilant un maillot extérieur entièrement jaune, rendant hommage aux nombreux joueurs brésiliens qui ont fait la gloire du club parisien. Depuis sa création en 1970, 32 Brésiliens ont joué pour le PSG. Des top joueurs comme Raí, Valdo, Leonardo, Ricardo, Ronaldinho, Thiago Silva, Maxwell, Marquinhos ou la dernière super star en date Neymar, qui arrivera justement lors de ce mercato avec un transfert record de 222 millions d'euros, soit le transfert le plus élevé de tous les temps. Les Brésiliens sont également la nationalité étrangère la plus représentée au PSG avec 29 joueurs brésiliens lors de la saison où est dévoilé le maillot Jaune. À ce jour, lors de la saison 2020-2021, 32 brésiliens ont évolué sous les couleurs du Paris Saint-Germain. Le maillot third est quant à lui de couleur noire avec un effet de camouflage. 
La saison 2018-2019 marque le début d'une collaboration entre Jordan, filiale de Nike, et le club de la capitale. Les dirigeants s'engagent donc avec la marque américaine jusqu'en 2021. Jordan produira donc deux maillots parisiens par an, tout comme Nike, portant le nombre de maillots à quatre par saison pour le PSG. À partir de là, on parlera de maillot home, away, third et fourth pour désigner chacune des tenues. Lors de cette saison, Nike proposera un maillot home au style Hechter sans liseré blanc et avec une bande rouge déstructurée ainsi qu'un maillot away blanc cassé qui évoque « une couleur de pierre claire rappelant les célèbres monuments disséminés dans la capitale française » comme le précise le communique officiel de Nike, le tout avec l'écusson et le logo en or. Jordan dévoile un maillot noir ainsi qu'un maillot blanc, identiques, avec une fine bande grise centrale. Lors de la saison 2019-2020, Nike produit un maillot home avec deux bandes blanches, plus épaisses qu'à l'ordinaire et une bande rouge centrale, proche du modèle Hechter. Pour le maillot third, la marque à la virgule reprend la formule gagnante du maillot blanc des années 1980, un maillot blanc sur lequel on retrouve des bandes en diagonale léger dégradé de gris, sur lesquelles on peut lire « PARIS » avec une bande rouge et bleu traversant le côté du blason verticalement. Jordan, lui, dévoile un maillot away rouge fluo (« Infrarouge ») ainsi qu'un maillot fourth noir, avec une bande bleu-blanc-rouge au milieu de la tenue. Pour leur troisième saison exclusive avec le Jumpman, le club finaliste de la dernière Ligue des Champions fête ses 50 ans. Ainsi pour rendre hommage à son histoire nous pouvons retrouver l'emblématique maillot Hechter aux couleurs traditionnelles du club. Ce maillot anniversaire est accompagné de son modèle extérieur reprend le même design, inversant cependant le bleu et le blanc. Le troisième maillot quant à lui est donc un Jordan, hommage à la Air Jordan VII que portait Michael Jordan lors du All Star Game 1992. À l’image des autres maillots third 20-21 de Nike qui rendaient hommage à de nombreuses Air Max dévoilées depuis des décennies. Les couleurs sont donc le bordeaux pour le torse accompagné d’une touche de noir et de blanc au niveau des épaules et d’une note de doré sur le logo Jordan et sur l'écusson. Il semblerait que le quatrième maillot soit également un Jordan. Les infos qui suivent sont d'or et déjà connu mais ne sont pour l'instant pas officiel, elles seront donc corrigées à la sortie des maillots. Le deuxième maillot de la filiale de Nike sera donc d'un rose flashy avec des nuances de violet. Lors de saison 2021-2022 le Paris Saint-Germain signera pour sa quatrième année consécutive avec Jordan. La particularité de cette année sera que pour la première fois le maillot domicile ne sera plus orné de la célèbre virgule de Nike mais bien du Jumpman de Jordan. Le maillot Jordan devrait ainsi être aux couleurs rouge et bleu de Paris. Le maillot extérieur sera quant à lui toujours un Nike. Il sera blanc avec des touches de rose pâle, les tout avec des motifs de fleur des lys formées par des numéros représentant la ville de Paris. Le maillot third est noir avec une bande horizontal grise, centrée sur la poitrine, et encadré par deux bandes grise plus petites. Sur ce maillot, le blason du PSG est rouge et est au milieu de la grande bande grise. Ce maillot porte la virgule de Nike sur la manche. Le 4ème maillot du club de la capitale est blanc et contient le logo Jordan. Dévoilé à la mi-saison, ce maillot reprend le dessin du maillot domicile avec des touches de rouge au niveau du cou et des manches.

## Maillots des gardiens
Lors de la saison 2019-2020 du PSG, 3 maillots ont été prévu pour les gardiens de but. Il reprenaient tous la virgule de Nike et la forme de lignes horizontales et déformées. Ces lignes étaient soit légèrement plus foncé, soit légèrement plus clair que la couleur d'origine. Les 3 couleurs étaient : jaune foncé, bleu ciel et gris argenté.
Pour la saison 2020-2021, c'est toujours Nike qui fournit les maillots. Encore une fois, les mains reprennent tous la même forme :des lignes arrondies qui partent dans tous les sens. Pareil que la saison dernière, 3 coloris sont disponibles : vert, orange et bleu foncé.
Pour la saison 2021-2022, il y a cette fois 6 maillots. 2 jaune, 2 vert et 2 gris clair. Pour une fois, Jordan fournit aussi les maillots de gardiens (3). Ils sont du même type que le maillot home ou le maillot fourth. Les 3 autres maillots sont des Nike. Ils ont une forme de quadrillage qui fait légèrement varier la couleur.

## Maillots ponctuels et commémoratifs

### Jubilé de Dogliani et Leonetti
Le 5 septembre 1981, Francis Borelli organise le jubilé de Jean-Pierre Dogliani et Jean-Louis Leonetti, retraités du football depuis cinq et six ans. Le Paris Saint-Germain accueille alors le Boca Junior de Diego Maradona au Parc des Princes. A cette occasion, les Parisiens portent un maillot totalement vert, avec l'inscription "Dogliani-Leonetti jubilé" ainsi que le logo du Coq Sportif. Lors de la saison 1986-1987, les Rouge et Bleu arboreront un maillot third avec le logo de la candidature de Paris aux Jeux Olympiques 1992.  

### OpérationSpeak Up Stand Up
C'est à partir des années 2000, mais véritablement dans les années 2010, que le maillot de football devient le moyen de faire passer un message à une audience. Lors de la saison 2004-2005 contre le RC Lens, le PSG porte un maillot entièrement blanc, dans le cadre de la campagne contre le racisme "Stand Up Speak Up".   

### Bleuet de France et hommage aux victimes de la guerre
Le 2 mars 2014, à l'occasion du classique contre l'Olympique de Marseille, Paris arbore son maillot domicile habituel avec le bleuet de France sur la manche droite, pour commémorer le 96e anniversaire du 11 novembre 1918. Cette opération sera réitérée par le club le 9 novembre 2019, lors d'un match contre le stade brestois.  

### Maillots "Je suis Paris"
Le 21 novembre 2015, les Parisiens portent leur maillot domicile face au Football Club Lorient avec la mention "Je suis Paris" sous le logo du club, en hommage aux victimes des attentats qui ont touché la ville de Paris le 13 novembre 2015. Deux jours plus tard, le club annonce la création, avec son équipementier Nike, d'une édition spéciale de ses maillots, sur lesquels les sponsors sont retirés, y compris le sponsor maillot Fly Emirates. La mention "Je suis Paris" est cette fois-ci inscrite à la place de ce-dernier. Ces maillots sont portés par l'équipe du PSG durant deux matchs, l'équipe arborant l'édition spéciale de son troisième maillot face au Malmö FF puis l'édition spéciale de son maillot domicile face à l'Espérance sportive Troyes Aube Champagne. Alors que le club prévoit de commercialiser ces maillots et de reverser les profits engendrés aux associations de victimes des attentats, les difficultés liées à la production d'une grande quantité de maillots ne permet pas de l'envisager.

### Hommage à la cathédrale de Notre-Dame
Le 15 avril 2019, un incendie détruit la toiture de la cathédrale de Notre-Dame de Paris. Le 18 avril, le PSG met en vente un maillot spécial avec un patch représentant l'édifice à la place du sponsor. À la place des noms des joueurs, le flocage porte la mention "Notre-Dame". Ce maillot sera porté le même jour dans un match de Ligue 1 opposant les Parisiens à l'AS Monaco, portant eux aussi un maillot spécial pour l'occasion. 

### Soutien à la lutte contre le Covid-19
Le 23 février 2020, le PSG arbore un maillot avec l'inscription « Stay Strong China ! » à la place de son sponsor habituel. Cette initiative intervient dans le cadre de la pandémie de Covid-19 frappant le monde en 2020. En mars 2020, le club lance une édition spéciale de son maillot domicile avec l'inscription « Tous Unis » dont les bénéfices sont reversés au profit de l'AP-HP. Enfin, au début de la saison 2020-2021, le PSG joue son premier match amical avec un maillot portant la mention « Tous unis, merci », faisant référence au travail des soignants pendant la crise sanitaire.

## Galerie
| \| 1970-1971 \| 1971-1972 \| 1972-1973 \| 1973-1974 \| 1974-1975 \| 1975-1976 \| 1976-1977 \| 1977-1978 \| 1978-1979 \| 1979-1980 \| \| 1980-1981 \| 1981-1982 \| 1982-1983 \| 1983-1984 \| 1984-1985 \| 1985-1986 \| 1986-1987 \| 1987-1988 \| 1988-1989 \| 1989-1990 \| \| 1990-1991 \| 1991-1992 \| 1992-1993 \| 1993-1994 \| 1994-1995 \| 1995-1996 \| 1996-1997 \| 1997-1998 \| 1998-1999 \| 1999-2000 \| \| 2000-2001 \| 2001-2002 \| 2002-2003 \| 2003-2004 \| 2004-2005 \| 2005-2006 \| 2006-2007 \| 2007-2008 \| 2008-2009 \| 2009-2010 \| \| 2010-2011 \| 2011-2012 \| 2012-2013 \| 2013-2014 \| 2014-2015 \| 2015-2016 \| 2016-2017 \| 2017-2018 \| 2018-2019 \| 2019-2020 \| \| 2020-2021 \| 2021-2022 \| 2022-2023 \| 2023-2024 \| 2024-2025 \| 2025-2026 \| \| \| \| \| |           |           |           |           |           |           |           |           |           |
| 1970-1971 | 1971-1972 | 1972-1973 | 1973-1974 | 1974-1975 | 1975-1976 | 1976-1977 | 1977-1978 | 1978-1979 | 1979-1980 |
| 1980-1981 | 1981-1982 | 1982-1983 | 1983-1984 | 1984-1985 | 1985-1986 | 1986-1987 | 1987-1988 | 1988-1989 | 1989-1990 |
| 1990-1991 | 1991-1992 | 1992-1993 | 1993-1994 | 1994-1995 | 1995-1996 | 1996-1997 | 1997-1998 | 1998-1999 | 1999-2000 |
| 2000-2001 | 2001-2002 | 2002-2003 | 2003-2004 | 2004-2005 | 2005-2006 | 2006-2007 | 2007-2008 | 2008-2009 | 2009-2010 |
| 2010-2011 | 2011-2012 | 2012-2013 | 2013-2014 | 2014-2015 | 2015-2016 | 2016-2017 | 2017-2018 | 2018-2019 | 2019-2020 |
| 2020-2021 | 2021-2022 | 2022-2023 | 2023-2024 | 2024-2025 | 2025-2026 |           |           |           |           |

| \| 1970-1971 \| 1971-1972 \| 1972-1973 \| 1973-1974 \| 1974-1975 \| 1975-1976 \| 1976-1977 \| 1977-1978 \| 1978-1979 \| 1979-1980 \| \| 1980-1981 \| 1981-1982 \| 1982-1983 \| 1983-1984 \| 1984-1985 \| 1985-1986 \| 1986-1987 \| 1987-1988 \| 1988-1989 \| 1989-1990 \| \| 1990-1991 \| 1991-1992 \| 1992-1993 \| 1993-1994 \| 1994-1995 \| 1995-1996 \| 1996-1997 \| 1997-1998 \| 1998-1999 \| 1999-2000 \| \| 2000-2001 \| 2001-2002 \| 2002-2003 \| 2003-2004 \| 2004-2005 \| 2005-2006 \| 2006-2007 \| 2007-2008 \| 2008-2009 \| 2009-2010 \| \| 2010-2011 \| 2011-2012 \| 2012-2013 \| 2013-2014 \| 2014-2015 \| 2015-2016 \| 2016-2017 \| 2017-2018 \| 2018-2019 \| 2019-2020 \| \| 2020-2021 \| 2021-2022 \| 2022-2023 \| 2023-2024 \| 2024-2025 \| 2025-2026 \| \| \| \| \| |           |           |           |           |           |           |           |           |           |
| 1970-1971 | 1971-1972 | 1972-1973 | 1973-1974 | 1974-1975 | 1975-1976 | 1976-1977 | 1977-1978 | 1978-1979 | 1979-1980 |
| 1980-1981 | 1981-1982 | 1982-1983 | 1983-1984 | 1984-1985 | 1985-1986 | 1986-1987 | 1987-1988 | 1988-1989 | 1989-1990 |
| 1990-1991 | 1991-1992 | 1992-1993 | 1993-1994 | 1994-1995 | 1995-1996 | 1996-1997 | 1997-1998 | 1998-1999 | 1999-2000 |
| 2000-2001 | 2001-2002 | 2002-2003 | 2003-2004 | 2004-2005 | 2005-2006 | 2006-2007 | 2007-2008 | 2008-2009 | 2009-2010 |
| 2010-2011 | 2011-2012 | 2012-2013 | 2013-2014 | 2014-2015 | 2015-2016 | 2016-2017 | 2017-2018 | 2018-2019 | 2019-2020 |
| 2020-2021 | 2021-2022 | 2022-2023 | 2023-2024 | 2024-2025 | 2025-2026 |           |           |           |           |

| \| 1970-1971 \| 1971-1972 \| 1972-1973 \| 1973-1974 \| 1974-1975 \| 1975-1976 \| 1976-1977 \| 1977-1978 \| 1978-1979 \| 1982-1983 \| \| 1986-1987 \| 1987-1988 \| 1991-1992 \| 1993-1994 \| 1996-1997 \| 1997-1998 \| 2001-2002 \| 2003-2004 \| 2004-2005 \| 2005-2006 \| \| 2006-2007 \| 2007-2008 \| 2008-2009 \| 2010-2011 \| 2011-2012 \| 2012-2013 \| 2014-2015 \| 2015-2016 \| 2016-2017 \| 2017-2018 \| \| 2018-2019 \| 2019-2020 \| 2020-2021 \| 2021-2022 \| 2022-2023 \| 2023-2024 \| 2024-2025 \| 2025-2026 \| \| \| |           |           |           |           |           |           |           |           |           |
| 1970-1971 | 1971-1972 | 1972-1973 | 1973-1974 | 1974-1975 | 1975-1976 | 1976-1977 | 1977-1978 | 1978-1979 | 1982-1983 |
| 1986-1987 | 1987-1988 | 1991-1992 | 1993-1994 | 1996-1997 | 1997-1998 | 2001-2002 | 2003-2004 | 2004-2005 | 2005-2006 |
| 2006-2007 | 2007-2008 | 2008-2009 | 2010-2011 | 2011-2012 | 2012-2013 | 2014-2015 | 2015-2016 | 2016-2017 | 2017-2018 |
| 2018-2019 | 2019-2020 | 2020-2021 | 2021-2022 | 2022-2023 | 2023-2024 | 2024-2025 | 2025-2026 |           |           |

| \| 1973-1974 \| 1973-1974 \| 1973-1974 \| 1974-1975 \| 1976-1977 \| 1986-1987 \| 1993-1994 \| 2001-2002 \| 2015-2016 \| 2018-2019 \| \| 2019-2020 \| 2020-2021 \| 2021-2022 \| 2022-2023 \| 2023-2024 \| 2024-2025 \| \| \| \| \| |           |           |           |           |           |           |           |           |           |
| 1973-1974 | 1973-1974 | 1973-1974 | 1974-1975 | 1976-1977 | 1986-1987 | 1993-1994 | 2001-2002 | 2015-2016 | 2018-2019 |
| 2019-2020 | 2020-2021 | 2021-2022 | 2022-2023 | 2023-2024 | 2024-2025 |           |           |           |           |

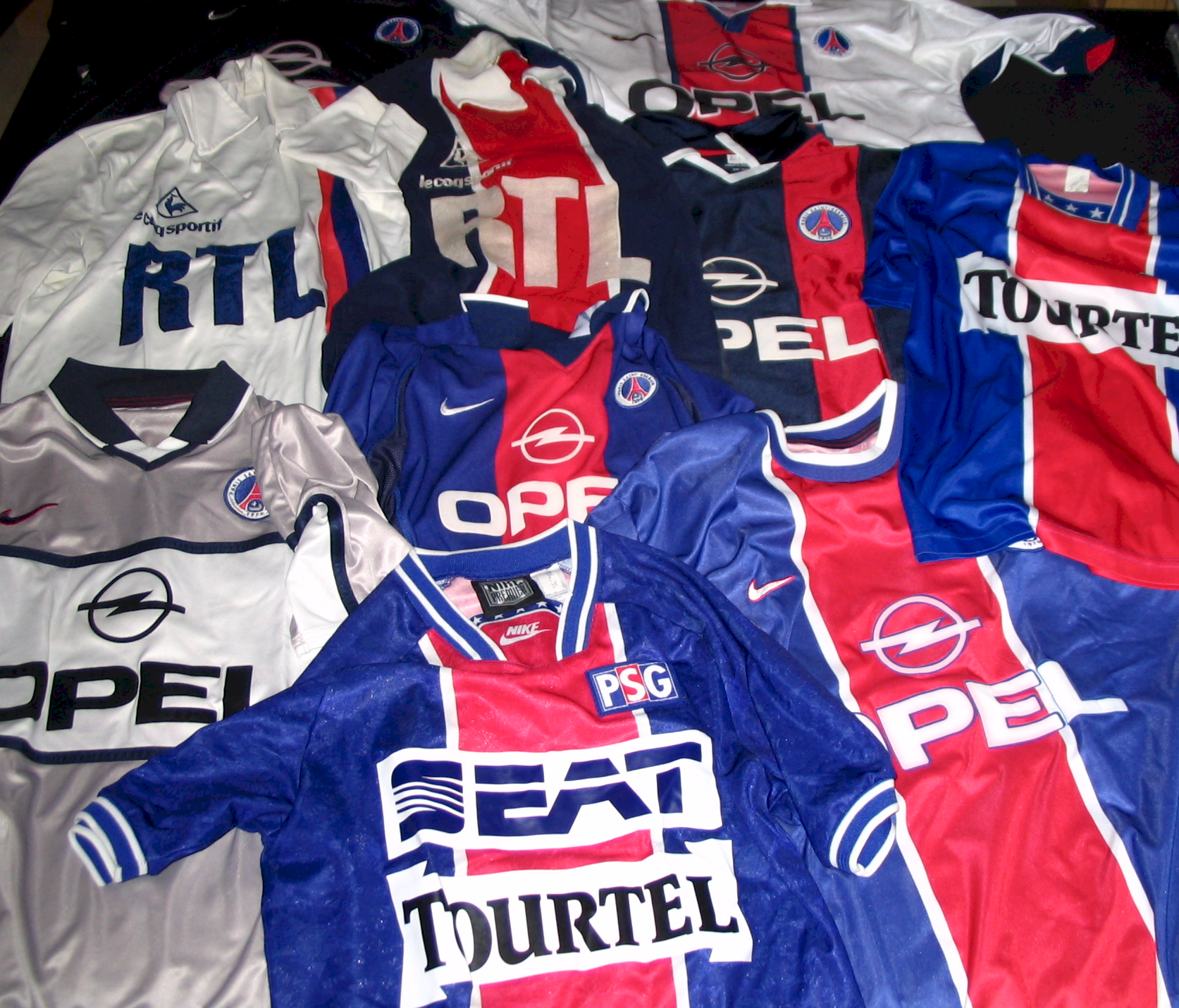
Maillots du PSG durant les années 1980 et 90
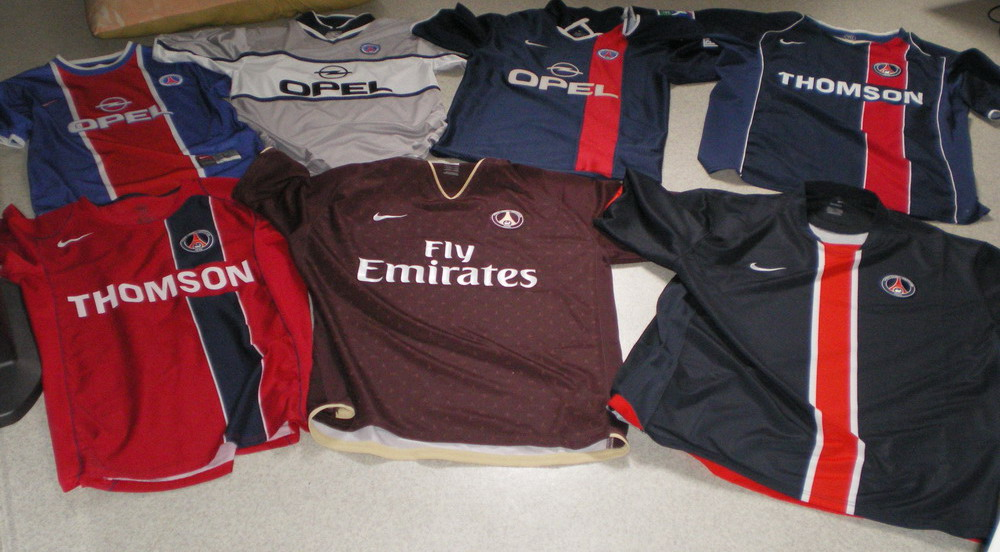
Maillots du PSG durant les années 2000
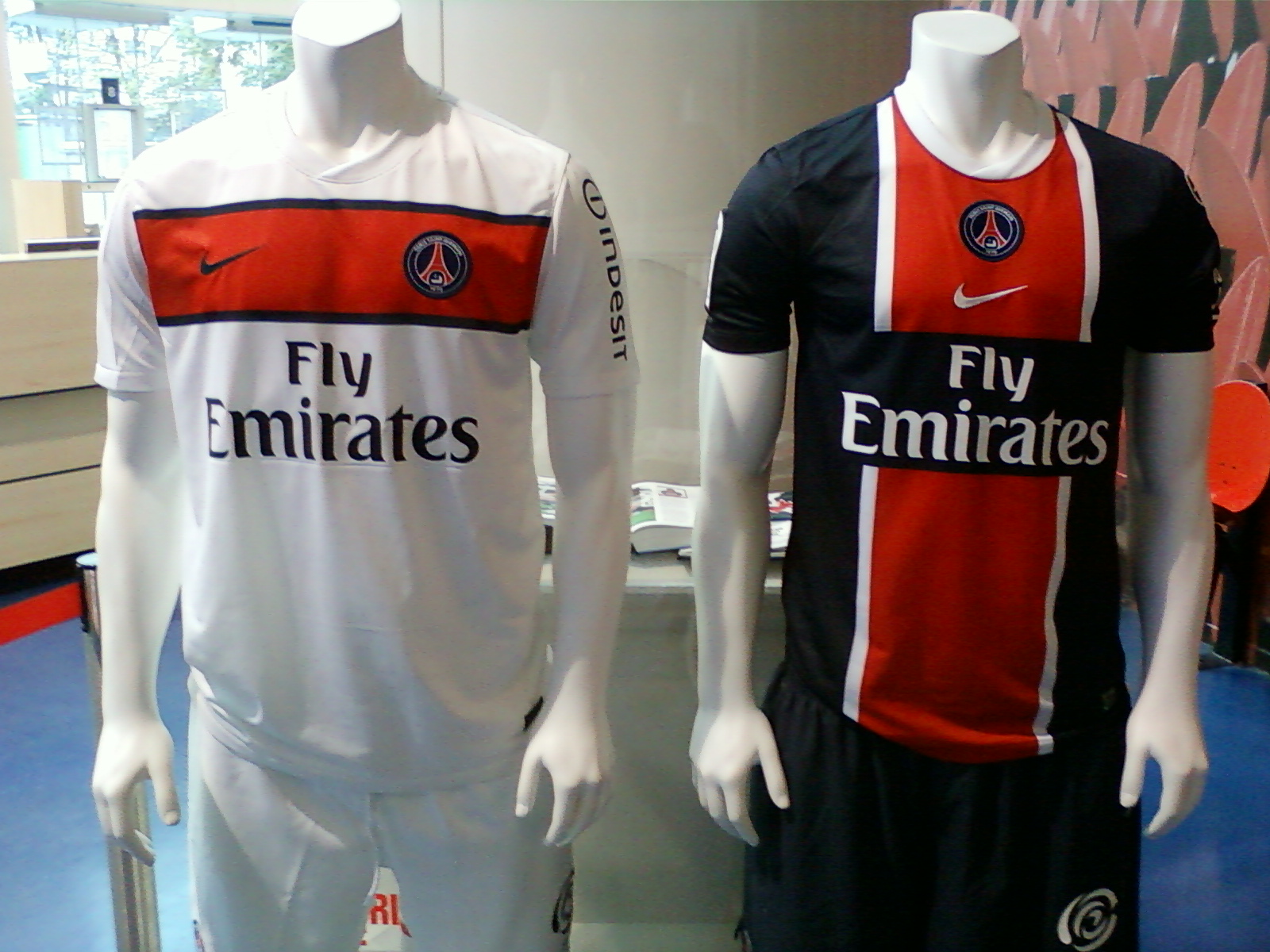
Maillots extérieur (blanc) et domicile (bleu) de la saison 2011-2012
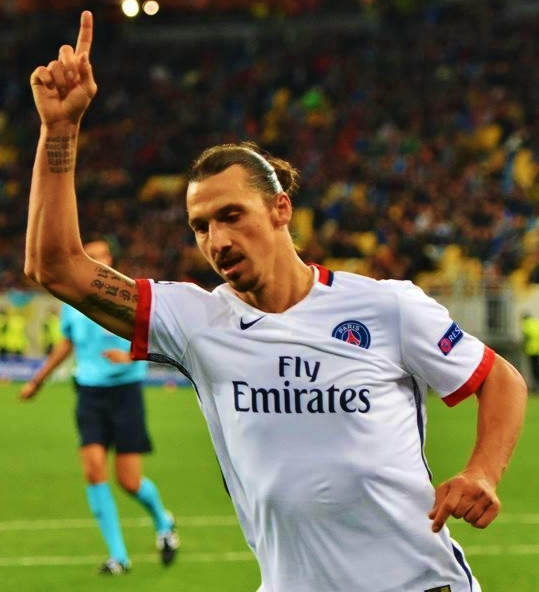
Zlatan Ibrahimovic avec le maillot du PSG lors de la saison 2015-2016